# Mario Genta
Mario Genta (pronunciación en italiano: /ˈmaːrjo ˈdʒɛnta/; Turín, Italia, 1 de marzo de 1912-Génova, Italia, 9 de enero de 1993) fue un jugador y entrenador de fútbol italiano. En su etapa como jugador profesional se desempeñaba como centrocampista.

## Selección nacional
Fue internacional con la selección de fútbol de Italia en 2 ocasiones. Formó parte de la selección campeona del mundo en 1938, pese a no haber jugado ningún partido durante el torneo.

### Participaciones en Copas del Mundo
| Mundial                        | Sede    | Resultado | Partidos | Goles |
| ------------------------------ | ------- | --------- | -------- | ----- |
| Copa Mundial de Fútbol de 1938 | Francia | Campeón   | 0        | 0     |

## Clubes

### Como jugador
| Club     | País   | Año       |
| -------- | ------ | --------- |
| Juventus | Italia | 1932-1934 |
| Pavia    | Italia | 1934-1935 |
| Genoa    | Italia | 1935-1946 |
| Prato    | Italia | 1946-1950 |
| Entella  | Italia | 1950-1951 |

### Como entrenador
| Club           | País   | Año       |
| -------------- | ------ | --------- |
| Prato          | Italia | 1946-1947 |
| Robur Siena    | Italia | 1954-1955 |
| Frosinone      | Italia | 1956-1958 |
| Entella        | Italia | 1959-1960 |
| Parma          | Italia | 1961-1963 |
| Modena         | Italia | 1963-1964 |
| Sestri Levante | Italia | 196?      |
| Massese        | Italia | 1965-1967 |
| Entella        | Italia | 1967-1969 |
| Carrarese      | Italia | 1969-1970 |
| Torres         | Italia | 1970-1971 |
| Grosseto       | Italia | 1971-1973 |
| Entella        | Italia | 1973-1974 |

## Palmarés

### Como jugador

#### Campeonatos nacionales
| Título             | Club     | País   | Año  |
| ------------------ | -------- | ------ | ---- |
| Serie A            | Juventus | Italia | 1933 |
| Copa Italia        | Genoa    | Italia | 1937 |
| Serie C (Girone C) | Prato    | Italia | 1949 |

#### Copas internacionales
| Título                 | Selección | Sede    | Año  |
| ---------------------- | --------- | ------- | ---- |
| Copa Mundial de Fútbol | Italia    | Francia | 1938 |

### Como entrenador

#### Campeonatos nacionales
| Título             | Club     | País   | Año  |
| ------------------ | -------- | ------ | ---- |
| Serie D (Girone A) | Entella  | Italia | 1960 |
| Serie D (Girone E) | Grosseto | Italia | 1973 |